# Edward Kerr
Edward Kerr (nacido el 14 de octubre de 1966) es un actor estadounidense.

## Primeros años
Criado en Kansas City, Misuri, asistió al Rockhurst High School y Vanderbilt University antes de decidir perseguir su carrera en la interpretación.

## Carrera
Se mudó a Hollywood y consiguió un contrato con NBC, y protagonizó en dos de las series primetime de la cadena, The Secrets of Lake Success y seaQuest DSV y seguido por un papel protagonista en la película Above Suspicion con Joe Mantegna y Christopher Reeve. Se ganó las alabanzas de la crítica con el programa de TDT, Legalese, y  protagonizó en el festival de comedia Confessions of a Sexist Pig.
Kerr más tarde interpretó al opuesto de Gina Gershon en la serie de ABC de David E. Kelley Snoops y se unió al elenco de la serie de comedia de NBC Three Sisters.

## Vida privada
Se casó con Michelle Stanford el 24 de agosto de 2012. Tienen un hijo, Walker Travers Kerr, nacido el Día de San Patricio de 2013.

## Filmografía parcial
1. The Secrets of Lake Success (1993) (miniserie) .... Tony Parrish
2. SeaQuest DSV .... Teniente James Brody (27 episodios, 1994–1996)
3. Above Suspicion (1995) .... Nick Cain
4. Magic Island (1995) (V) .... Príncipe Morgan
5. Touched by an Angel .... Kevin Abernathy (1 episodio, 1996)
6. Legalese (1998) (TV) .... Roy Guyton
7. Confessions of a Sexist Pig (1998) .... Jack
8. Snoops (1999) TV Series .... Det. Greg McCormack (episodios desconocidos)
9. The Astronaut's Wife (1999) .... Piloto
10. Sex and the City .... Jason (1 episodio, 2000)
11. Three Sisters .... 'Jake' Jasper G. Riley (10 episodios, 2001–2002)
12. Dexter Prep (2002) (TV) .... Jim
13. Monk .... Denny Graf (1 episodio, 2004)
14. What I Like About You .... Rick (15 episodios, 2004–2005)
15. CSI: Miami .... Tom Hanford (1 episodio, 2005)
16. Men in Trees .... Ian Slattery (2 episodios, 2006)
17. Close to Home .... Kyle Cantrell (1 episodio, 2006)
18. Heist .... Det. Roy Thomas (1 episodio, 2006)
19. You Did What? (2006) .... Charlie Porter
20. Freddie .... James (1 episodio, 2006)
21. House .... Ted (1 episodio, 2006)
22. Girls on the Bus (1 episodio, 2006)
23. Ambition To Meaning (Película, 2008) Chad Moore
24. Pretty Little Liars ..... Ted (5 episodios, 2012)
25. Hot in Cleveland ..... Rex (1 episodio, 2013)

## Trivia
- Su personaje Lieutenant James Brody fue nombrado así por el personaje de Roy Scheider, Chief Martin Brody de Jaws. [cita requerida]